# Palmarcillo
Palmarcillo är en ort i Mexiko.   Den ligger i kommunen Atzalan och delstaten Veracruz, i den sydöstra delen av landet, 220 km öster om huvudstaden Mexico City. Palmarcillo ligger 441 meter över havet och antalet invånare är 500.
Terrängen runt Palmarcillo är lite bergig, och sluttar norrut. Runt Palmarcillo är det ganska tätbefolkat, med 100 invånare per kvadratkilometer. Närmaste större samhälle är Martínez de la Torre, 14,8 km norr om Palmarcillo. I omgivningarna runt Palmarcillo växer i huvudsak städsegrön lövskog.